# Sutrum-Harum

Karte von 1805 zeigt die Bauerschaften Harum und Sutrum

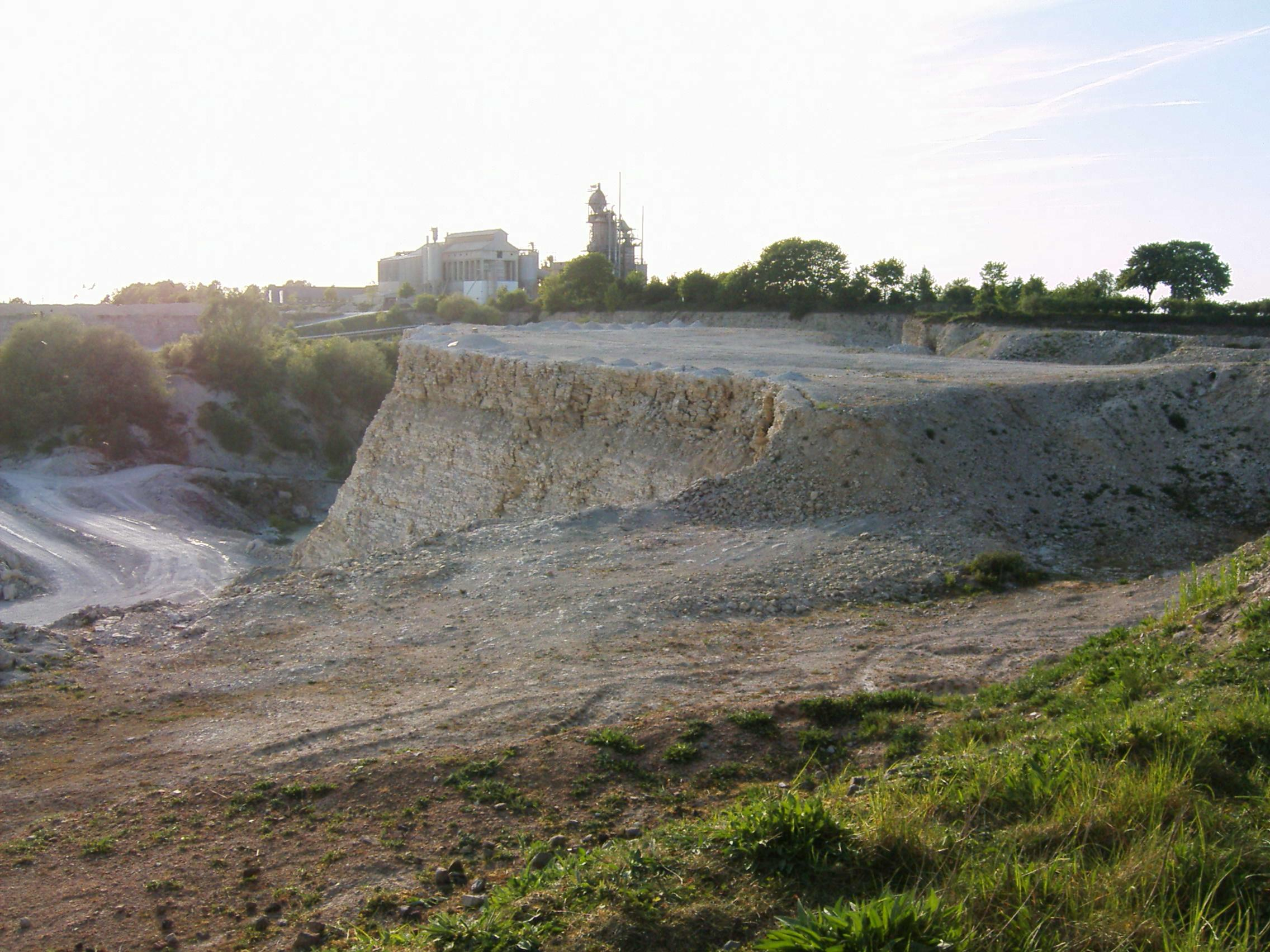
Kalksteinbruch auf dem Thieberg/Goldberg in Sutrum-Harum

Sutrum-Harum ist eine Bauerschaft der Gemeinde Neuenkirchen im nördlichen Münsterland.
Die Bauerschaft bestand ursprünglich aus dem Bauerschaften Harhem und Suthem.

## Lage
Sutrum-Harum liegt östlich des Ortskerns von Neuenkirchen. Im Norden von Sutrum-Harum befindet sich der Thieberg, dort grenzt die Bauerschaft an Landersum und den Rheiner Ortsteil Wadelheim. Im Osten an die Rheiner Ortsteile Dutum und Catenhorn. Im Süden von Sutrum-Harum liegt St. Arnold. Der Wambach durchfließt die Bauerschaft von West nach Ost.

## Geschichte
In der Gründungsurkunde der Gemeinde Neuenkirchen vom 7. Januar 1247 sind die Bauerschaften Harhem (Harum) und Suthem (Sutrum) noch einzeln aufgeführt. Die Besiedlung der Bauerschaften erfolgte möglicherweise im 9. Jahrhundert zur Zeit  Karls des Großen. Hierauf könnten, nach Ansicht einiger Forscher, die Namensendungen „hem“ = „um“ = „heim“ hinweisen. In Sutrum gab es auch einen Schultenhof, Schulte-Sutrum (heute Tönnissen).